# Mina de Glorianes
La Mina de Glorianes és a la comuna d'aquest nom, de la comarca del Conflent, a la Catalunya del Nord.
És al centre a la zona nord-oest de la meitat septentrional del terme, uns 2,5 km. al nord, en línia recta, del poble del seu nom, a llevant dels masos del Corder i de la Senyora, al sud-est de Sant Esteve de Sofrunys i al sud-oest de la Collada de Sant Esteve.
Va ser descoberta el 1902 i es dedicà a l'extracció d'or entre el 1922 i el 1967. Se n'extragueren 350 quilos del metall preciós, i es calcula que encara hi resta una quantitat similar.

## Història
Va ser descoberta accidentalment per uns pastors el 1902, i s'hi van fer treballs de recerca fins al 1905. El 1922, el govern francès atorgà una concessió d'explotació que cobria una extensió de 1.080 hectàrees, i la mina estigué en funcionament dos anys, fins al 1924. Es reprengueren novament les excavacions el 1938, però la guerra les suspengué el 1939, quan hi treballaven 150 persones; s'hi tornà del 1942 al 1945, però l'explotació no era rendible i l'extracció va ser interrompuda definitivament el 1963, i la concessió anul·lada el 1967. El mineral es presentava en unes concentracions de 24 g. d'or i 300 d'argent per tona mètrica, i l'explotació es feia tant a cel obert com en mina: una quinzena de galeries subterrànies amb una extensió total de 1.700 m., 19 boques d'entrada i 3 pous. En total s'obtingueren 350 quilos d'or.
El 1968 es presentà una nova demanda d'excavació i el 1969 es feren prospeccions a Glorianes i Serrabona (Bula d'Amunt) sense èxit. Unes noves recerques de la societat BRGM a finals dels 80 i començaments dels 90 avaluaren les reserves en 25.000 tones de mineral, amb unes proporcions mitjanes de 18 grams d'or i 25 de plata per tona, en tres filons, dos a Glorianes i un a Serrabona. La relació entre els beneficis previstos i les despeses d'explotació sembla, de moment, negativa, i no hi ha notícies d'activitats futures. Posteriorment s'han fet diverses prospeccions mineres a la zona (els Aspres, Montoriol), aparentment sense bons resultats.
L'explotació roman tancada, la vegetació ha cobert les restes de les excavacions, i només les deixies (el mineral es reduïa a pols in situ i es transportava a un altre lloc per extreure'n l'or), les boques de les galeries i les ruïnes de la caseta de l'encarregat en recorden l'activitat extractiva. L'indret és, en l'actualitat, propietat de la societat COGEMA (Compagnie Générale des Matières Nucléaire). La cartografia de l'IGN indica erròniament "Mines de ferro". L'indret és una propietat privada, d'accés prohibit, amb camins perillosos i situada en un vedat de caça major.

## Mineralitzacions presents
A la zona dels Aspres i contigua (Glorianes, Serrabona-Bula d'Amunt, Estoer, Vallèstavia, Casafabre...) hi ha diversos filons d'arsenopirita aurífera. A les vetes de quars hi ha presents mineralitzacions de sulfurs com el mispíquel aurífer, la pirita, la calcopirita, la pirrotina i la galena argentífera, i altres minerals com la wolframita, la siderita i la scorodita (Fe(AsO4)·2H2O). L'or apareix en el quars associat a la scorodita i a la limonita.
| Mineral      | Fórmula          | Quantitat      | Notes                                                                             |
| Quars        | SiO₂             | Abundós        | Sòlid, de color blanc lletós                                                      |
| Arsenopirita | FeAsS            | Abundós        | Aurífera                                                                          |
| Pirita       | FeS₂             | Força freqüent |                                                                                   |
| Siderita     | FeCO₃            | Força freqüent | Sòlida, de color beix o marró vermellós                                           |
| Scorodita    | FeAsO₄.2H₂O      | Poc freqüent   | Terres verdoses en llocs rics en arsenopirita                                     |
| Guix         | CaSO₄.2H₂O       | Poc freqüent   | Cristalls blancs de forma trapezoïdal e, formació a les parets d'algunes galeries |
| Wolframita   | (Fe,Mn)WO₄       | Rar            | Fulles negres fàgils en la roca de quars massís                                   |
| Limonita     | Limonite FeO(OH) | Traces         |                                                                                   |
| Calcopirita  | CuFeS₂           | Traces         |                                                                                   |
| Pirrotina    | Fe₇S₈            | Traces         |                                                                                   |
| Boulangerita | Pb₅Sb₄S11        | Traces         |                                                                                   |
| Galena       | PbS              | Traces         | Argentífera                                                                       |
| Estibina     | Sb₂S₃            | Traces         |                                                                                   |